# 伊凡·庫帕拉節

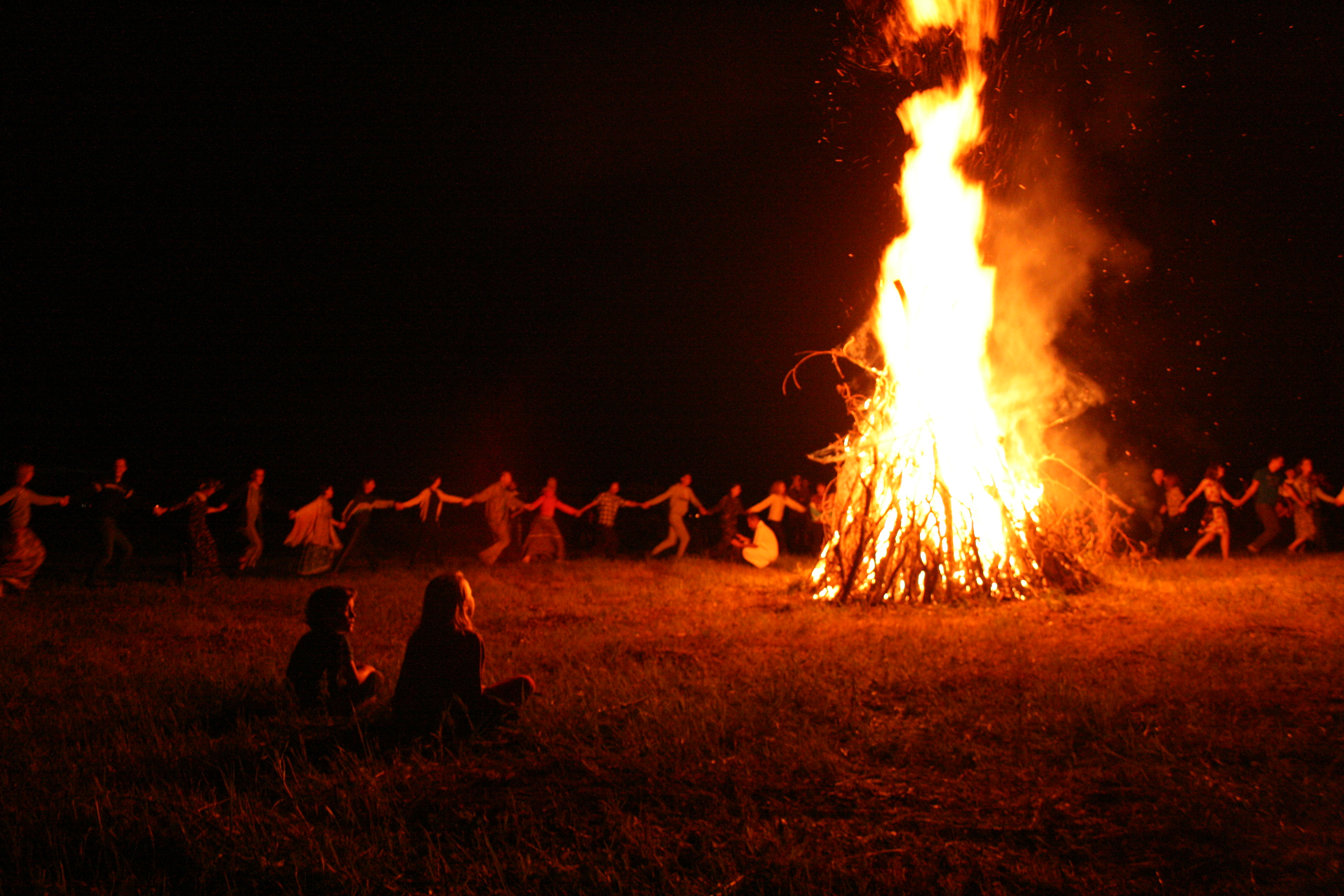
伊凡·庫帕拉節 2017

伊凡·庫帕拉節（俄语：Иван-Купала），又稱伊凡·庫帕拉之夜，即是聖若翰洗者慶晨（仲夏節）在斯拉夫文化的版本，是當地人民慶祝夏至的節日。
按教會年曆不同（波蘭行格里曆，俄羅斯、白俄羅斯和烏克蘭行儒略曆），慶祝節期分別在格里曆的6月23、24日和7月6、7日。
節日期間未婚婦女會頭戴花環，人們會徹夜點起火堆慶祝，部分人更會跳過火堆，以求驅走疾病和厄運。其他活動還包括在河流或湖水中遊泳，最純凈的水是那些陽光剛剛掠過的部分。節日的另一個傳統是尋找一種蕨類之花。據說這種花只會在特定時間開放，看到它的人，任何願望都可實現。